# Internal Affairs
Internal affairs (llamada Asuntos sucios en España, y Sospecha mortal en Hispanoamérica) es una película estadounidense estrenada en 1990, de los géneros suspense y policíaco.
La película fue dirigida por Mike Figgis e interpretada por Richard Gere y Andy García.Está basada en la división de Asuntos Internos del departamento de policía de la ciudad de Los Ángeles.

## Argumento
Raymond Avilla es un honrado policía casado del Departamento de Policía de Los Ángeles que acaba de ingresar en asuntos internos. Se le asigna como colega a la policía Amy Wallace. Su primer caso le lleva a investigar a un antiguo compañero suyo llamado Van Stretch, que muestra tendencias violentas y que posee más dinero de lo que debería. 
Avilla sabe que Stretch no sería capaz de hacer cosas corruptas y durante la investigación al respecto descubre las actividades delictivas de Dennis Peck, mujeriego empedernido, veterano conocido, casado por cuarta vez con ocho hijos y actual compañero de Van Stretch, a quien Stretch y su mujer Penny encubren teniendo Stretch así cada vez más por ello un conflicto interno que descarga en su trabajo y que se acentúa más cuando justificadamente sospecha que su mujer comete adulterio. 
Con ayuda de Amy, que lo apoya en su investigación, descubre que Peck ha creado una red de favores recíprocos en el departamento de policía, financiado con sobornos del narcotráfico y de la prostitución para proteger y fomentar sus actuaciones corruptas. Además descubre que, gracias a sus actividades delictivas, el y sus familiares viven en mansiones de lujo que con su sueldo jamás podrían tener.  
Cuando Peck descubre a través de Penny, con la que tiene una relación sexual, que Van Stretch piensa en hablar sobre Peck para salvarse de la expulsión del cuerpo de policía bajo propuesta de Avilla, Peck lo asesina más tarde sin escrúpulos con ayuda de asesinos a sueldo. Luego los mata también para borrar todas las huellas que lo podrían incriminar aunque no puede evitar de que Avilla se de cuenta de lo que ha hecho. Después de haber conseguido con éxito su propósito el también intenta destruir la vida de Avilla atacando para ello su vida privada con su mujer Kathleen con la esperanza de desequilibrarlo y así poder destruir su capacidad de investigarlo y acabar así con su investigación.
Sin embargo, con la ayuda de Amy y de su mujer, Avilla resiste y continua con ella. Finalmente la actual mujer de Peck, Heather, consciente de la investigación contra su marido, de su capacidad violenta y de que mató a Stretch a través de Avilla, delata a Peck, cuando se da también cuenta de que es un sicario. Le cuenta todo a cambio de quedar indemne y Avilla puede probarle así su corrupción y también asesinatos por encargo. 
Sin embargo, durante el intento de demostrarlo irrefutablemente en una casa relacionada con sus actuaciones como sicario, Peck huye de allí intentando asesinar a Amy, cuando Avilla buscaba en el otro lado de la casa, porque obstaculizaba con su presencia el camino de su huida. La hirió de gravedad, pero no consiguió matarla. Lo hizo, porque estaban en ese momento en un lugar donde cometió justo antes otros dos asesinatos para intentar así encubrir sus actividades como sicario. No esperaba su presencia allí y no quería ser descubierto no habiendo tenido la oportunidad de borrar antes las huellas de su crimen. 
Todo falla, cuando Amy identifica de camino al hospital a Peck como su atacante ante Avilla y los demás presentes. Con ello sus crímenes están probados de forma irrefutable y es buscado por ello por la policía. Peck, consciente más tarde de que Avilla ha conseguido destruir su vida para siempre, cuando ve a la policía en su casa buscándole, allana más tarde la casa de Avilla para vengarse de él intentando para ello violar a su mujer allí. Avilla, previendo a tiempo sus intenciones, consigue evitarla en el último momento. Entonces Peck, justificando por el camino su psicopatía y corrupción con la necesidad de cuidar de sus hijos, intenta en vez de eso matarlo con un cuchillo que tenía escondido, por lo que Avilla tiene que matarlo allí en defensa propia.

## Intérpretes
- Richard Gere como Dennis Peck
- Andy García como Raymond Avilla
- Nancy Travis como Kathleen Avilla
- Laurie Metcalf como Amy Wallace
- William Baldwin como Van Stretch
- Faye Grant como Penny Stretch
- Richard Bradford como Grieb
- Annabella Sciorra como Heather Peck
- Elijah Wood como Sean Stretch
- John Kapelos como Steven Arrocas
- Katherine Borowitz como Tova Arrocas
- Michael Beach como Dorian Fletcher

## Producción
Al principio se pensó en Michael Biehn para el papel de Van Stretch. Sin embargo al final lo obtuvo William Baldwin.

## Recepción

### Crítica
Internal Affairs fue bien recibida por la crítica, Rotten Tomatoes le da un 88%. Janet Maslin del The New York Times dijo que «Internal Affairs tiene un guion inusualmente brillante».
Internal Affairs está en la lista The New York Times Guide to the Best 1,000 Movies Ever Made (2004).

### Taquilla
Tuvo un éxito moderado en cines, pero funcionó mejor en vídeo. Sin embargo aun así, gracias a ella, Richard Gere, que estaba en un punto bajo en su carrera, pudo volver a ser otra vez una estrella de cine habiendo además gandao el respeto de la crítica, que antes no tenía.